# Clara Vespermann

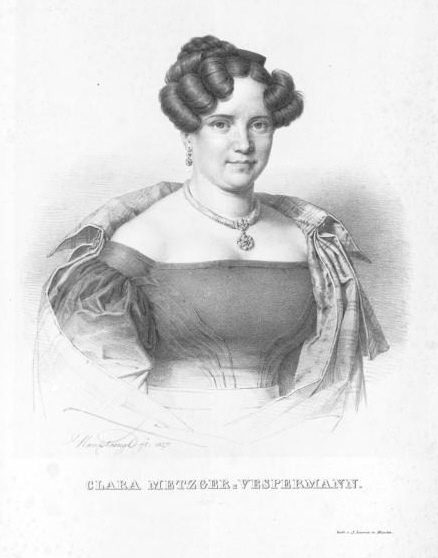
Clara Vespermann (1799–1827)

Clara Vespermann (* 13. April 1799 in Au; † 6. März 1827 in München; gebürtig Clara Metzger, auch Clara Metzger-Vespermann) war eine deutsche Sängerin (Sopran).

## Leben
Sie trat bereits als Kind am Hoftheater München auf. Der Dirigent und Komponist Peter von Winter bildete sie in Gesang aus und nahm sie als Pflegetochter in seine Familie auf. 1816 gab sie bei der deutschen Premiere von Winters 1805 in London uraufgeführten Oper Zaira in der Hofoper ihr Debüt und hatte sofort außerordentlichen Erfolg.
Am 28. Februar 1817 sang sie in der Uraufführung von Winters Maometto II. und am 7. Mai 1821 in derjenigen von Johann Kaspar Aiblingers Rodrigo und Ximene. Gastspielreisen führten sie an die Hofoper Berlin, an die Hofoper von Dresden sowie an das Opernhaus Leipzig. An der Mailänder Scala gastierte sie unter anderem am 26. Dezember 1817 in der Uraufführung von Peter von Winters Oper I due Valdomiri.
Ab 1819 setzte sie ihre Karriere an der Münchner Hofoper fort. Am 5. April 1822 sang sie in der Münchner Erstaufführung von Der Freischütz die Partie der „Agathe“. Der Komponist Carl Maria von Weber bezeichnete ihre Leistung daraufhin als „einzig und unerreichbar“.
Vespermann war mit dem Bariton Wilhelm Vespermann (1784–1834) verheiratet und Mutter der Schriftstellerin Maria Vespermann (1823–1886). Am 6. März 1827 beendete ein Schlaganfall mit 27 Jahren ihr Leben.

## Grabstätte

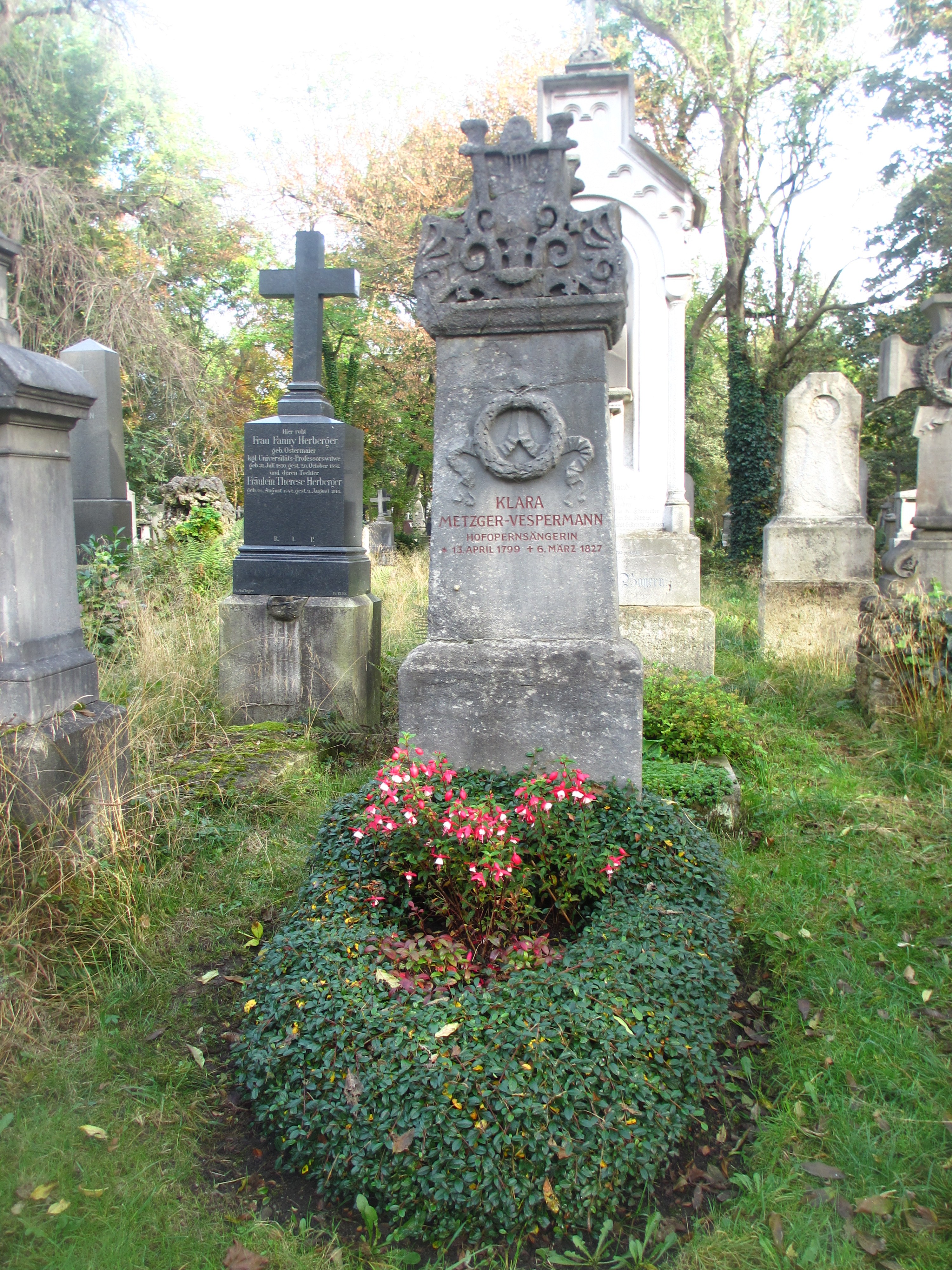
Grab von Clara Vespermann auf dem Alten Südlichen Friedhof in München

Die Grabstätte von Clara Vespermann befindet sich auf dem Alten Südlichen Friedhof in München (Gräberfeld 18 – Reihe 14 – Platz 11) Standort.